# TDF-2
O TDF-2 foi um satélite de comunicação geoestacionário francês construído pela Aérospatiale, ele esteve localizado na posição orbital de 19 graus de longitude oeste e foi operado inicialmente pela Télédiffusion de France e posteriormente pela Eutelsat. O satélite foi baseado na plataforma Spacebus 300 e sua expectativa de vida útil era de 8 anos. O mesmo saiu de serviço em maio de 1999 e foi transferido para uma órbita cemitério.

## História
Um acordo franco-alemão foi feito em 1980 para desenvolver sistemas de satélite de transmissão direta compatíveis, o que levou à criação da série de satélites franceses TDF (Télédiffusion de France) que foram lançados em 1988 e 1990. As especificações técnicas do TDF também são praticamente idênticos aos da série alemã TV-Sat, e ambos os satélites partilharam o mesmo local geoestacionário perto de 19 graus de longitude oeste.
Com base na satélite Spacebus 300 da Aérospatiale, os satélites TDF tinham dimensões de 1,6 m por 2,4 m por 7,1 m e uma massa de carga útil de 250 kg. Os painéis solares abrangiam 19,3 m e fornecia 4,3 kW no início da vida. Ambas as sondas transportava cinco transponders, de alta potência (230 W) de 18/12 GHz e foram colocados na posição orbital de 19 graus de longitude oeste.
O satélite foi lançado em julho de 1990 e foi colocado na posição orbital de 18,9 graus de longitude oeste, onde o mesmo permaneceu até julho de 1997, quando em outubro do mesmo ano ele foi movido para 29 graus leste para fazer testes, em novembro de 1997 o mesmo foi transferido mais uma vez, agora para 36 graus leste, local onde ele ficou até maio de 1999 quando o mesmo saiu de serviço e foi enviado para uma órbita cemitério. Em agosto de 1997, o TDF-2 se juntou à frota da Eutelsat. Aparentemente, o mesmo foi vendido.

## Lançamento
O satélite foi lançado com sucesso ao espaço no dia 24 de julho de 1990, por meio de um veículo Ariane-44LP H10, lançado a partir do Centro Espacial de Kourou, na Guiana Francesa, juntamente com o satélite DFS-Kopernikus 2. Ele tinha uma massa de lançamento de 2.136 kg.

## Capacidade e cobertura
O TDF-2 era equipado com 5 (mais 1 de reserva) transponders em banda Ku que prestavam serviços de telecomunicações à França.